# پارکر استریت (آریزونا)
پارکر استریت (به انگلیسی: Parker Strip) یک منطقهٔ مسکونی در ایالات متحده آمریکا است که در شهرستان لاپاز، آریزونا واقع شده‌است. پارکر استریت ۱۰٫۷۵ کیلومتر مربع مساحت و ۳٬۳۰۲ نفر جمعیت دارد.